# 周宗 (东汉)
周宗（?—?），中国新朝、东汉時代初期武将、政治人物，涼州天水郡冀县（今甘肃省甘谷县）人。新末东汉初群雄之一、陇右隗嚣的属下。

## 生平
| 姓名           | 周宗               |
| 時代           | 新朝 - 东汉時代    |
| 生卒年         | 〔不詳〕           |
| 字・別号       | 〔不詳〕           |
| 本貫・出身地等 | 涼州天水郡冀县     |
| 職官           | 雲旗将軍〔隗囂〕   |
| 爵位・号等     | -                  |
| 陣营・所属等   | 隗囂→公孫述→光武帝 |
| 家族・一族     | 〔不詳〕           |

更始帝刘玄即位，听说王莽失败，天水郡成纪豪族隗崔（隗嚣叔父）、隗义（隗嚣兄）起兵，周宗和隴西郡上邽楊廣一起呼应，杀死镇戎大尹（新制天水郡太守）李育。推戴为隗嚣头领，号上将军，周宗作为属下。復漢元年（23年）七月，隗嚣向郡国发放汉朝复兴的檄文，周宗名列雲旗将军。
復漢二年（24年），隗嚣应更始帝升为招请入长安，周宗和王遵一起跟从。更始三年（25年）夏，淮陽王张卬反对更始帝兵变，隗囂参与。隗嚣自称有病没有进宫，召集王遵、周宗等率军士自守。隗嚣突破包围，逃回天水。
周宗作为心腹，辅佐隗嚣。建武七年（31年），隗嚣联合公孙述，被封为朔宁王，叛汉。周宗跟随他。建武8年（32年），隗囂军被汉军围困。王元（隗囂心腹）作为出使公孫述的使者求援。王元借蜀中五千余人援軍，周宗和行巡合郡、救援被包围在隴西郡西城的隗囂。与漢軍激战之后，王元、周宗救出隗囂，成功退却到了冀县。漢軍因兵糧不足而撤退，安定郡、北地郡、天水郡、隴西郡各郡再次归属隗囂。
建武九年（33年）春，隗囂病卒，周宗和王元一起擁立隗囂的儿子隗純为朔寧王，继续抵抗漢軍。建武十年（34年）十月，在天水郡冀县的落門聚与来歙率领的漢軍作战失败，周宗和隗純一起降漢。以後，周宗之名不見史書。